# 타이어 공기압 경보장치
타이어 공기압 경보장치(TPMS, Tire Pressure Monitoring System)은 타이어의 공기압이 너무 높아지거나 낮아지는 등 타이어의 결함을 막기 위해 차량에 장착된 안전장치이다. 보통의 타이어는 교체 주기가 길고 사람의 눈으로 공기압을 측정하기 어렵다. 이는 운전자의 안전 문제로 이어질 수 있기 때문에 만들어진 장치이다.

## 장단점
1. 타이어의 내구성·승차감·제동력 향상
2. 연비 향상
3. 주행 중 차체 흔들림 최소화
4. 온실가스(CO2)의 배출량 감소

## 의무화
타이어 공기압 경보장치(TPMS)를 가장 먼저 의무화한 곳은 미국이다. 2000년대 초반 타이어 공기압이 낮은 상태로 주행하여 타이어가 터지고 차량이 전복되는 등 차 사고가 여러 차례 발생하였다. 이를 통해 미국도로안전교통국(NHTSA)은 공기압이 낮은 타이어가 안전주행에 위협이 된다고 판단하여 2007년 9월 이후 모든 차량에 타이어 공기압 경보장치(TPMS) 장착을 의무화했다.
대한민국의 경우 2013년부터 판매되는 승용차, 3.5t 이하 승합·화물·특수 차량은 타이어 공기압 경보장치(TPMS) 장착이 의무화됐다. 또한, 2015년 이후 출시되는 모든 차량에는 타이어 공기압 경보장치(TPMS) 장착이 의무화되었다.